# Валь-Брембілла
Валь-Брембілла (італ. Val Brembilla) — муніципалітет в Італії, у регіоні Ломбардія, провінція Бергамо. Муніципалітет утворено 4 лютого 2014 року шляхом об'єднання муніципалітетів Брембілла та Джероза.
Валь-Брембілла розташована на відстані близько 500 км на північний захід від Рима, 55 км на північний схід від Мілана, 15 км на північ від Бергамо.
Населення — 4465 осіб (2014).
Щорічний фестиваль відбувається 13 червня. Покровитель — святий Іван Хреститель.

## Демографія
Населення за роками:

Станом на 1 січня 2023 року в муніципалітеті офіційно проживало 149 іноземців з 23 країн, серед них 23 громадяни країн Євросоюзу та 12 громадян України.

## Сусідні муніципалітети
- Бербенно
- Блелло
- Капіццоне
- Корна-Іманья
- Сан-Пеллегрино-Терме
- Сант'Омобоно-Терме
- Седрина
- Сан-Джованні-Б'янко
- Таледжо
- Уб'яле-Кланеццо
- Фуїп'яно-Валле-Іманья
- Цоньо